# کنوانسیون ملی حزب دموکرات (۲۰۲۰)
کنوانسیون ملی حزب دموکرات (انگلیسی: 2020 Democratic National Convention) رویدادی است که طی آن نمایندگان حزب دموکرات نامزد نهایی حزب برای ریاست‌جمهوری و معاون ریاست‌جمهوری را انتخاب کردند. در این دوره جو بایدن نامزد ریاست جمهوری حزب دموکرات و کامالا هریس نامزد معاونت ریاست‌جمهوری شدند.

## پلتفرم پیشنهادی حزب دموکرات
در پنج شنبه ۲ مرداد ۱۳۹۹، پیش نویس پلتفرم پیشنهادی حزب دموکرات برای تغییر سیاست‌های داخلی و بین‌المللی آمریکا منتشر شد. بخشی از این پیش‌نویس ۸۰ صفحه‌ای که از طرف گروهی از کارشناسان حزب دموکرات و مشاوران جو بایدن تدوین شده، به سیاست آمریکا در خاورمیانه اختصاص یافته‌است. در برنامه پیشنهادی حزب دموکرات تأکید شده که پایان دادن به دو دهه جنگ‌های پردامنه در خاورمیانه و روی آوردن به دیپلماسی برای تأمین امنیت و صلح منطقه از اهداف حزب دموکرات است.
دوری جستن از تلاش برای تغییر حکومت‌های منطقه از جمله ایران و تغییر رویکرد ایالات متحده در قبال تهران از جمله نکاتی است که در این برنامه به آن اشاره شده‌است. در این برنامه گفته شده که برجام کماکان «بهترین گزینه برای جلوگیری از دسترسی ایران به بمب اتم» است و مسائل دیگر مانند نقش تهران در منطقه، برنامه موشکی آن و سرکوب داخلی باید از طرق دیپلماتیک حل و فصل شود.
این برنامه پیشنهادی با مخالفت شماری از گروه‌های اپوزیسیون ایرانی، رسانه‌های اسرائیل و تحلیلگران هوادار جمهوری‌خواهان روبرو شد.

### مسئله تغییر رژیم در ایران
در متن این پیش‌نویس بر «دوری از مداخله نظامی» در خاورمیانه تأکید شده و آمده‌است: «دموکرات‌ها حرکت سریع دولت ترامپ به سمت جنگ با ایران را کنار خواهند گذاشت و به دیپلماسی هسته‌ای، تنش‌زدایی و گفتگوی منطقه‌ای اولویت خواهند داد.» بر اساس این متن، «دموکرات‌ها معتقدند که ایالات متحده نباید تغییر رژیم را به کشورهای دیگر تحمیل کند و آن را به عنوان هدف سیاست ایالات متحده در قبال ایران رد می‌کنند.».
در پیش‌نویس برنامه انتخاباتی حزب دموکرات تصریح شده که «تغییر رویه پس از دو دهه لشگرکشی گسترده و جنگ‌های بی‌پایان در خاورمیانه به معنای آن نیست که ایالات متحده این منطقه را که ما و شرکایمان هنوز هم در آن منافع دیرپا داریم، رها می‌کند.».

### موضوع برجام
در بخش دیگری از متن پیش‌نویس برنامه دموکرات‌ها آمده‌است: «ما معتقدیم که برنامه جامع اقدام مشترک (برجام) همچنان بهترین وسیله برای راستی‌آزمایی بسته بودن همه مسیرهای ایران به سمت بمب هسته‌ای است.» بر اساس این پیش‌نویس، «خروج یک‌جانبه دولت ترامپ از برجام ما را از متحدان‌مان جدا کرد و در را برای ایران باز کرد تا حرکت سریع خود را به سمت دستیابی به ظرفیت تسلیحات هسته‌ای که برجام متوقف کرده بود، از سر بگیرد. به همین دلیل بازگشت به پیروی متقابل از توافق بسیار ضروری است.».
دموکرات‌ها در این برنامه اضافه کرده‌اند که «هدف از توافق هسته‌ای آغاز دیپلماسی ما با ایران و نه پایان آن بود. دموکرات‌ها از یک تلاش جامع دیپلماتیک برای محدود کردن بیشتر برنامه هسته‌ای ایران و رسیدگی کردن به سایر اقدامات تهدیدآمیز ایران از جمله ستیزه‌جویی منطقه‌ای، برنامه موشکی بالستیک و سرکوب داخلی، حمایت می‌کنند.» بخش‌های دیگر سیاست خارجی در پیش‌نویس برنامه حزب دموکرات به موضوع روابط با اروپا، کشورهای عرب خلیج فارس و مسئله اسرائیل و فلسطین می‌پردازد. در این متن تأکید شده‌است: «دموکرات‌ها بر این باورند که یک اسرائیل قوی، امن و دموکراتیک برای منافع ایالات متحده حیاتی است.».

## تردید در رفع تحریم‌ها
الیوت آبرامز، نماینده ایالات متحده در امور ایران و ونزوئلا، گفت که اگر جو بایدن به پیروزی برسد، کار ساده‌ای برای لغو تحریم‌های ایران در پیش ندارد و تأکید کرد لغو تحریم‌های ایالات متحده علیه ایران، به‌ویژه تحریم‌هایی که خارج از چارچوب برجام وضع شده‌است، امری زمان‌بر است و به سرعت اتفاق نمی‌افتد. وی اظهار داشت: «کسانی که فکر می‌کنند بایدن در ژانویه به ریاست جمهوری می‌رسد و روز دوم یا سوم همه تحریم‌ها لغو می‌شود، خواهند فهمید که حتی اگر آنها هم بخواهند تحریم‌ها را لغو کنند، این کار شدنی نیست.» و «ساختار تحریم‌های ایالات متحده بسیار جامع و گسترده‌است و از این رو برای مدت زمانی دوام خواهد آورد.» به گفته وی، «برخی از این تحریم‌ها از سال ۱۹۷۹ برقرار بوده و ربطی به برنامه هسته‌ای ایران ندارد؛ برخی از این تحریم‌ها نیز در ذیل قانون مبارزه با تروریسم وضع شده که برای لغو این تحریم‌ها باید اثبات شود ایران حامی تروریسم نیست. حالا چطوری می‌خواهید این تحریم‌ها را لغو کنید؟».